# تاونو بالو

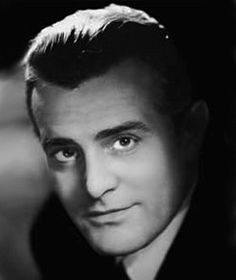

تاونو بالو (Tauno Palo؛ هامينلينا، 25 أكتوبر 1908 - هلسنكي، 24 مايو 1982) ممثل فنلندي فيما يعتبره البعض العصر الذهبي للسينما الفنلندية.
ولد باسم تاوونو برانس لكن غيره في 1935. وكان القيادي في كثير من الأحيان سيدة أنسا إيكونن. لعل من أفلامه الأكثر شهرة «فالس المتشرد» (Kulkurin Valssi) «الخليلة» و (Vaimoke). في «فالس المتشرد»، لعله تلفظ بالكلمات الأكثر شهرة في تاريخ السينما الفنلندية، «سيتم تذكري ليس كمجرد ظل للرجل الذي كنت ذات مرة، ولكن كمجرد ظل للرجل الذي هو أنا الآن».

## من أفلامه
- الجندي المجهول (Tuntematon sotilas؛ 1955)
- الحمامة القرمزية (Tulipunainen kyyhkynen؛ 1961)

## روابط خارجية
- تاونو بالو على موقع IMDb (الإنجليزية)
- تاونو بالو على موقع روتن توميتوز (الإنجليزية)
- تاونو بالو على موقع ألو سيني (الفرنسية)
- تاونو بالو على موقع ميوزك برينز (الإنجليزية)
- تاونو بالو على موقع أول موفي (الإنجليزية)
- تاونو بالو على موقع أول ميوزيك (الإنجليزية)
- تاونو بالو على موقع ديسكوغز (الإنجليزية)
- تاونو بالو على موقع قاعدة بيانات الفيلم (الإنجليزية)